# Dawon
Nam Da-won (em coreano: 남다원; nascida em 27 de maio de 1997) conhecida apenas como Dawon, é uma cantora e atriz sul-coreana. Ela é membro do grupo feminino sul-coreano WJSN.

## Vida pregressa
Dawon nasceu em 27 de maio de 1997. Ela se formou na Chungdam High School. 

## Carreira

### Pré debut
Dawon apareceu na segunda temporada do reality show sul-coreano K-pop Star 2, que foi ao ar em 2012. Ela se juntou à Starship Entertainment como trainee algum tempo depois.

### 2016 – presente: Debut com WJSN e atividades solo
Em 25 de fevereiro de 2016, estreou na WJSN com seu primeiro EP, Would You Like?, e seus singles principais, "Mo Mo Mo" e "Catch Me".
Em 14 de julho de 2016, a primeira aparição da trilha sonora de Dawon, "Shalala Romance", foi lançada para a série de televisão Lucky Romance.  Mais tarde, em 2016, Dawon apareceu como concorrente no concurso de canto Girl Spirit, que foi ao ar na JTBC de 19 de julho a 27 de setembro.  Em 8 de novembro de 2016, Dawon, junto com sua colega de gravadora Junggigo, lançou o single "I Will Love You Piece". By Piece" para a trilha sonora da série de televisão Sweet Stranger and Me.  Em 17 de dezembro de 2016, Dawon junta com sua colega de grupo Yeonjung lançaram uma versão coreana de "Fire & Ice", uma música da trilha sonora do filme infantil russo The Snow Queen 3: Fire and Ice. Em 5 de novembro de 2017, "Go Ready Go" foi lançado como parte da trilha sonora da série de televisão Revolutionary Love. 
Em 2020, Dawon fez sua estreia como atriz no filme musical K-School.  O lançamento do filme estava originalmente previsto para dezembro de 2020, mas atualmente não há confirmação de quando o lançamento será remarcado devido à polêmica envolvendo um membro do elenco.  O filme foi lançado em 21 de fevereiro de 2024. 
Dawon junto com Yeonjung participaram de Immortal Songs: Singing the Legend. Elas se apresentaram com Xitsuh e Koo Jun-yup e eventualmente se tornaram os vencedores finais.  Em 10 de agosto, Dawon e Yeonjung lançaram um cover de "Starlight" da solista e integrante do Girls' Generation Taeyeon para o NORAE-ing LIVE of Time.  A dupla fez uma aparição no Jo Se-ho's Wine Bar do comediante Jo Se-ho. 
Em 3 de março de 2023, a Starship Entertainment anunciou que Dawon optou por não renovar seu contrato com a gravadora, porém foi afirmado que ela não deixou o grupo. 

## Vida pessoal
Em 22 de fevereiro de 2022, a agência de Dawon confirmou que ela suspenderá temporariamente as atividades devido à ansiedade. O plano é focar no tratamento dela. 

## Discografia

### Como artista principal
| Título                                                                                    | Ano  | Posições nos charts | Vendas | Álbum    |
| Título                                                                                    | Ano  | KOR                 | Vendas | Álbum    |
| ----------------------------------------------------------------------------------------- | ---- | ------------------- | ------ | -------- |
| "Stronger" (with Yeonjung) ¹                                                              | 2022 | — ²                 | —      | Sequence |
| "—" denota lançamentos que não entraram nas paradas ou não foram lançados naquela região. |      |                     |        |          |

### Aparições em trilhas sonoras
| Título                                                                                    | Ano  | Posições nos charts | Álbum                              |
| Título                                                                                    | Ano  | KOR Gaon            | Álbum                              |
| ----------------------------------------------------------------------------------------- | ---- | ------------------- | ---------------------------------- |
| "Shalala Romance" (샤랄라 로맨스)                                                         | 2016 | —                   | Lucky Romance OST Part 4           |
| "I Will Love You Piece By Piece" (소소하게 조금씩) (with Junggigo)                        | 2016 | —                   | Sweet Stranger and Me OST Part 4   |
| "Fire & Ice" (with Yeonjung)                                                              | 2016 | —                   | The Snow Queen 3: Fire and Ice OST |
| "Go Ready Go"                                                                             | 2017 | —                   | Revolutionary Love OST Part 3      |
| "—" denota lançamentos que não entraram nas paradas ou não foram lançados naquela região. |      |                     |                                    |

### Créditos de composição
Todos os créditos das músicas são adaptados do banco de dados da Korea Music Copyright Association, salvo indicação em contrário. 
| Título                     | Ano  | Artista | Álbum       | Letrista | Compositora |
| -------------------------- | ---- | ------- | ----------- | -------- | ----------- |
| "Ujung" (우주정거장)       | 2019 | WJSN    | WJ Stay?    | Yes      | Yes         |
| "Full Moon"                | 2019 | WJSN    | As You Wish |          | Yes         |
| "Stronger" (with Yeonjung) | 2022 | WJSN    | Sequence    |          | Yes         |

## Filmografia

### Filme
| Ano  | Título   | Título  | Papel  | Ref.   |
| Ano  | Inglês   | Coreano | Papel  | Ref.   |
| ---- | -------- | ------- | ------ | ------ |
| 2024 | K-School | K스쿨   | Soo-ah | [ 23 ] |

### Shows de televisão
| Ano  | Título       | Título    | Papel       | Notas               | Ref.         |
| Ano  | Inglês       | Coreano   | Papel       | Notas               | Ref.         |
| ---- | ------------ | --------- | ----------- | ------------------- | ------------ |
| 2012 | K-pop Star 2 | K팝스타 2 | Concorrente | Aparência pré-debut | [ 24 ]       |
| 2016 | Girl Spirit  | 걸스피릿  | Concorrente |                     | [ 4 ] [ 25 ] |